# Hoop Dreams
Hoop Dreams ist ein Dokumentarfilm des US-amerikanischen Regisseurs Steve James. Er wurde 1994 veröffentlicht und verfolgte zwei Schüler der Highschool in Chicago, Illinois, welche davon träumten, professionelle Basketballspieler zu werden.
Ursprünglich gedacht als 30-minütiger Kurzfilm für den Public Broadcasting Service, hatte man am Ende des Projekts über 5 Jahre 250 Filmstunden aufgenommen. Die Erstvorführung des Films fand beim Sundance Film Festival 1991 statt, wo er den Zuschauerpreis für die beste Dokumentation gewann. Für die Oscarverleihung 1995 wurde der Film für „bester Schnitt“ neben den Filmen Forrest Gump, Pulp Fiction, Die Verurteilten und Speed nominiert.
Der Film spielte weltweit 11,8 Millionen US-Dollar ein, was ihn zum kommerziell zehnterfolgreichsten Dokumentationsfilm in den Vereinigten Staaten machte.

## Handlung
Der Film folgt den beiden Afro-Amerikanern William Gates und Arthur Agee junior, welche die St. Joseph High School in Westchester (Illinois) besuchen. Die Schule wird überwiegend von Weißen besucht und besitzt eine hervorragende Basketballabteilung. Mit 90-minütigem Schulweg, langen und schwierigen Trainingseinheiten und der Anpassung an die neue soziale Umgebung, fällt es den beiden schwer ihre sportliche Leistung zu verbessern – und das in einem stark umkämpften Arbeitsmarkt. Währenddessen feiern ihre Familien ihre Erfolge und unterstützen sich gegenseitig in schwierigeren Zeiten.
Über Basketball hinaus zeigt der Film ein authentisches Bild des Lebens in der Innenstadt. Themen wie Rasse, Klasse, soziale Ungleichheit, Bildung und Wertevorstellungen und deren Bedeutung in den Vereinigten Staaten werden behandelt. Oft thematisiert wird Armut: den Agees werden einmal Gas und Strom abgedreht, und während Arthur für vier Dollar die Stunde bei Pizza Hut jobbt, wird sein Freund Shannon beim Drogendealen erwischt und landet im Gefängnis.
Nebenrollen haben neben beiden Müttern auch Williams Bruder Curtis, und Arthurs Vater Arthur senior. Curtis Gates war selbst ein talentierter Basketballspieler, wurde aber wegen ständigen Undiszipliniertheiten aus der Schule geworfen und ist dauernd arbeitslos. Arthur Gates senior wird im Film Crack-süchtig, kauft vor den Augen seines Sohnes Drogen, beginnt zu stehlen und seine Ehefrau zu verprügeln und endet für ein halbes Jahr im Gefängnis, worauf sie sich trennt. Nach Entziehungskur und Versöhnung bleibt das Verhältnis zu Arthur junior gespannt.
Gates und Agee trotzen Verletzungsproblemen und schlechten Noten und schaffen beiden den Sprung ins College. Im Abspann wird erklärt, dass William Gates an die Marquette University ging, und Arthur Agee der startende Point Guard der Arkansas State University wurde. Der Film schließt mit dem Zitat von William Gates: „Die Leute bitten mich, sie nicht zu vergessen, falls ich es in die NBA schaffe. Ich sollte sie fragen, mich nicht zu vergessen, falls ich es nicht in die NBA schaffe.“

## Auszeichnungen (Auswahl)
- 1994 Sundance Film Festival: Publikumspreis für die beste Dokumentation
- 1994 Los Angeles Film Critics Association: Beste Dokumentation
- 1994 Chicago Film Critics Award: Best Schnitt
- 1994 Producers Guild of America: „Special Merit“
- 1995 Nominiert für den Oscar: Bester Schnitt
- 1995 Peabody Award
- 1995 Robert F. Kennedy Journalism Award
- National Society of Film Critics: Beste Dokumentation
- New York Film Critics Circle: Beste Dokumentation
- Directors Guild of America: Ausgezeichnete Leistung als Regisseur einer Dokumentation
- 2005 Aufnahme in das National Film Registry
- 2007 International Documentary Association bezeichnet Hoop Dreams als beste Dokumentation aller Zeiten

## Leben nach dem Film
Arthur Agee gründete nach seiner Collegezeit seine eigene karitative Stiftung, um Jugendlichen in sozialen Brennpunkten die Möglichkeit zum Basketballspiel zu geben. William Gates ist heute ein Pastor. Beide betonen, wie wertvoll die Bildung war, die sie durch die High-School- und Collegestipendien erworben haben. Beide haben jeweils vier Kinder.
Agees und Gates’ Familienleben wurden beide durch Tragödien überschattet. Sowohl Agees Vater als auch Gates’ Bruder Curtis, die beide im Film gezeigt wurden, sind 2001 bzw. 2005 bei Überfällen erschossen worden. Die Drogensucht, die Arthur senior im Film zeigte, durch die er seine Ehefrau schlug und vor den Augen seines Sohnes Crack kaufte, hat ihm sein Sohn nie verziehen.